# Норт-Йорк (Пенсільванія)
Норт-Йорк (англ. North York) — місто (англ. borough) в США, в окрузі Йорк штату Пенсільванія. Населення — 2200 осіб (2020).

## Географія
Норт-Йорк розташований за координатами 39°58′41″ пн. ш. 76°43′51″ зх. д. / 39.97806° пн. ш. 76.73083° зх. д. (39.978010, -76.730882).  За даними Бюро перепису населення США в 2010 році місто мало площу 0,81 км², з яких 0,78 км² — суходіл та 0,02 км² — водойми.

## Демографія
Згідно з переписом 2010 року, у селищі мешкало 1914 осіб у 763 домогосподарствах у складі 443 родин. Густота населення становила 2371 особа/км².  Було 833 помешкання (1032/км²).
Расовий склад населення:
| - 81,1 % — білих - 8,4 % — чорних або афроамериканців - 1,4 % — азіатів - 0,5 % — корінних американців - 3,9 % — осіб інших рас |

До двох чи більше рас належало 4,8 %. Частка іспаномовних становила 9,9 % від усіх жителів.
За віковим діапазоном населення розподілялося таким чином: 26,8 % — особи молодші 18 років, 64,0 % — особи у віці 18—64 років, 9,2 % — особи у віці 65 років та старші. Медіана віку мешканця становила 33,7 року. На 100 осіб жіночої статі у селищі припадало 95,1 чоловіків;  на 100 жінок у віці від 18 років та старших — 96,5 чоловіків також старших 18 років.
Середній дохід на одне домашнє господарство  становив 49 649 доларів США (медіана — 41 029), а середній дохід на одну сім'ю — 54 514 долари (медіана — 49 219). Медіана доходів становила 37 297 доларів для чоловіків та 29 509 доларів для жінок. За межею бідності перебувало 18,3 % осіб, у тому числі 21,0 % дітей у віці до 18 років та 11,5 % осіб у віці 65 років та старших.
Цивільне працевлаштоване населення становило 928 осіб. Основні галузі зайнятості: виробництво — 18,6 %, освіта, охорона здоров'я та соціальна допомога — 16,1 %, мистецтво, розваги та відпочинок — 15,5 %.